# Robert de Ros († 1285)
Robert de Ros (* unbekannt; † 1285) war ein englischer Adliger.

## Abstammung
Robert de Ros kam aus einer aus Frankreich stammenden englischen Adelsfamilie. Roberts Vater, Sir William de Ros, und sein Großvater Robert de Ros hatten während des Ersten Kriegs der Barone gegen König Johann Ohneland gekämpft, doch nach dem Krieg hatten sie ihre Besitzungen zurückerhalten.

## Politische Laufbahn
Sir Robert de Ros erstes bekanntes staatliches Amt war 1258 das Amt eines chief commissioner der Grafschaft Hereford. Noch im selben Jahr nahm er am Feldzug gegen Schottland teil und zwar unter dem Namen Robert de Ros of Belvoir, weil er die Erbin von Belvoir, Isabel d’Aubigny, 1243 oder 1244 geheiratet hatte. Noch im gleichen Jahr nahm er auch am Feldzug gegen Wales teil und erneut im März 1260 und im Oktober 1261. Gegen den ausdrücklichen Befehl des Königs nahm er Ende 1261 an einem Turnier teil, wurde allerdings vom König nicht bestraft.
Im März 1263 schloss er sich Simon von Montfort an und erhielt von diesem am 24. Dezember 1264 einen Writ of Summons für De Montfort’s Parliament. Deshalb galt er lange Zeit als erster erblicher Baron Englands. Da er zwar im Namen des Königs, jedoch von dessen Gegenspieler Montfort berufen wurde, wurde dies 1949 den Baronen de Ros wieder aberkannt.
Am 18. Mai 1265 konnte der von Simon de Montfort gefangen gehaltene Thronfolger Eduard aus seiner Haft in Hereford fliehen und Robert de Ros übergab dann am 29. Juni 1265 dem Geflohenen Gloucester Castle. Auf Bitten Eduards, der Simon de Montforts Heer 10 Tage zuvor in der Schlacht von Evesham geschlagen hatte und in der Simon gefallen war, erhielt deshalb Robert de Ros am 4. August 1265 von König Heinrich III. volle Begnadigung. Er wurde zum Commissioner of the North ernannt und war einer der Großen des Reiches, die im Konzil von Westminster gegen Llywelyn ap Gruffydd, den Fürsten von Wales, stimmten und wurde deshalb zum Feldzug gegen Wales aufgeboten. Er erhielt schließlich am 28. Juni 1283 vom König Eduard I. einen writ of summons zur Ratsversammlung nach Shrewsbury.

## Familie
Er heiratete um 1243/44 Isabel d’Aubigné, Tochter und Erbin von William d’Aubigné, Lord of Belvoir. Aus der Ehe gingen acht Kinder hervor, unter anderem
- William de Ros, 1. Baron de Ros
- Isabel de Ros ⚭ Walter de Fauconberg, 2. Baron Fauconberg
- Mary de Ros († 1326) ⚭ William de Braose, 1. Baron Braose[2].